# Dimorphanthera vonroemeri
Dimorphanthera vonroemeri är en ljungväxtart som beskrevs av J. J. Smith. Dimorphanthera vonroemeri ingår i släktet Dimorphanthera och familjen ljungväxter. Inga underarter finns listade i Catalogue of Life.